# کنترل‌کننده دیسک قانونی

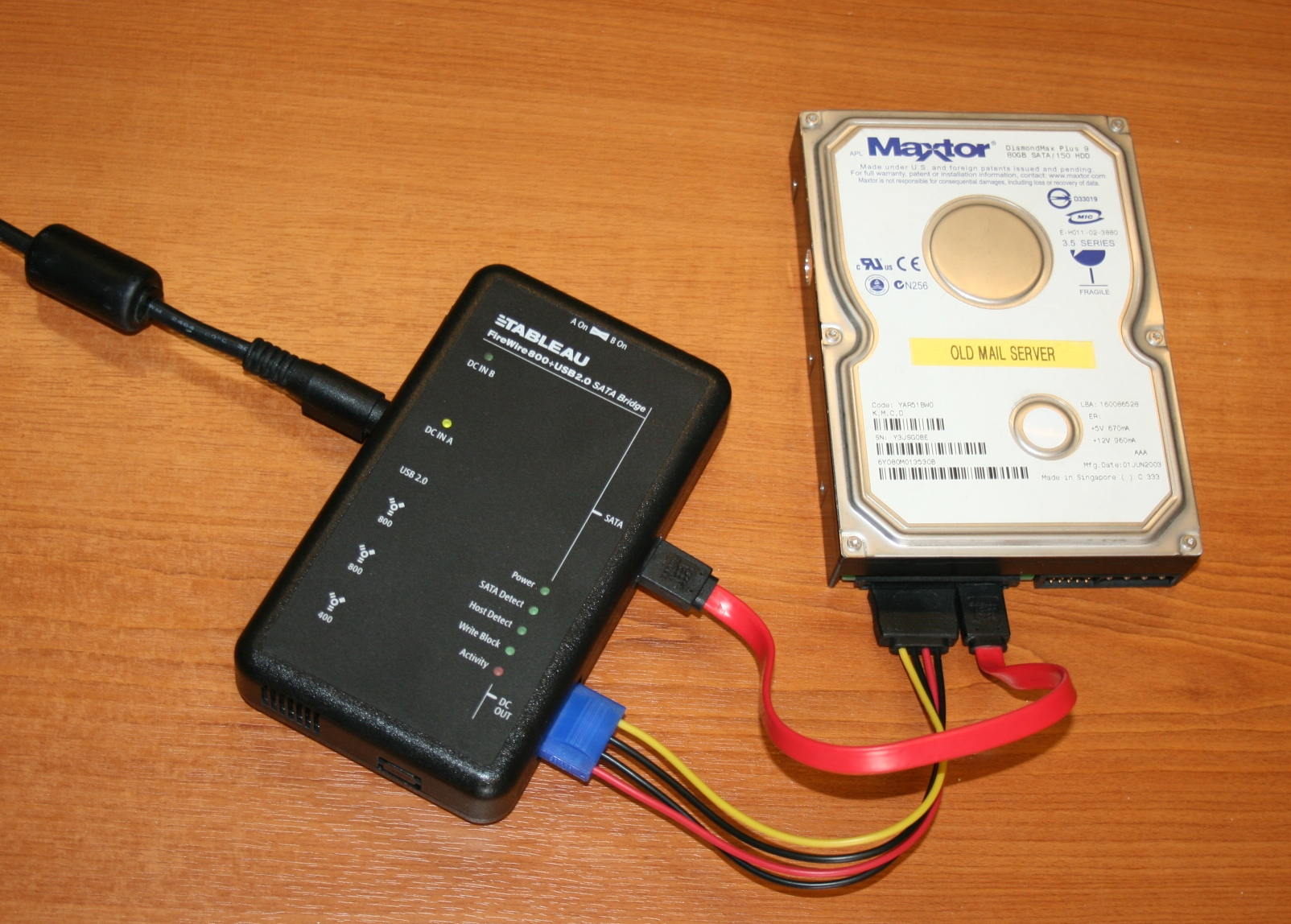
یک مسدود-کننده نوشتن همراه با مارک Tableau که به یک دیسک سخت متصل گردیده است.

کنترل‌کننده دیسک قانونی، یک نوع کنترل‌کننده دیسک ویژه برای بدست آوردن دسترسی فقط-خواندنی بر روی یک دیسک سخت رایانه است که تا حدی تضمین‌کننده آن است که خطری محتویات داخل آن دیسک را از بابت خراب شدن اطلاعات بخاطر دسترسی غیرمجاز تهدید ننماید. از جهت اینکه این نوع کنترل‌کننده دیسک بیشتر برای موارد بازرسیهای قانونی (حقوقی و جنایی)، در مواردی که ممکن است یک دیسک سخت محتوی مدارکی باشد کاربرد دارد، به آن کنترل‌کننده قانونی گفته می‌شود. به صورت تاریخی، چنین کنترل‌کننده‌ای به صورت قفلی (به انگلیسی: Dongle)، بین رایانه و یک دیسک سخت از نوع واسط الکترونیکی یکپارچه دیسک‌گردان (به انگلیسی: IDE) یا واسط سیستم ریزکامپیوتر (به انگلیسی:Small Computer System Interface یا SCSI) قرار میگیرد، اما با ظهور یواس‌بی و رابط پیشرفتهٔ متوالی (به انگلیسی: SATA)، کنترل‌کننده‌های دیسک قانونی که این فناوری‌های جدیدتر را پشتیبانی می‌کند بیشتر مورد استفاده هستند.

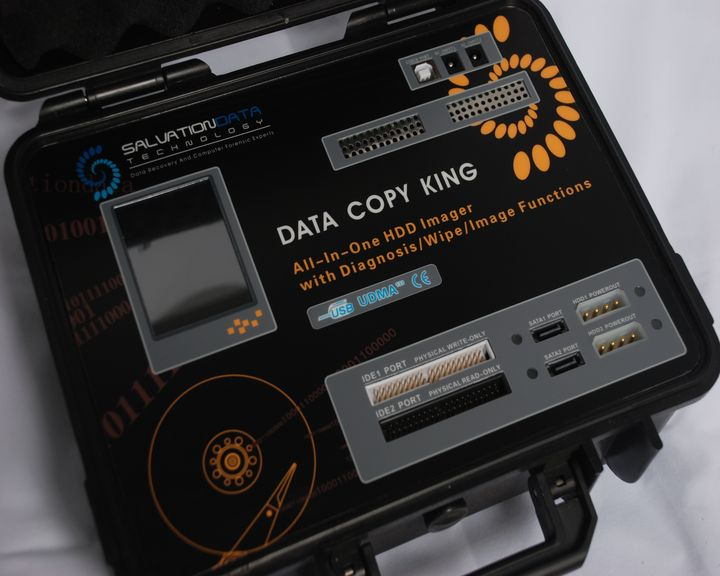
نمونه‌ای از دستگاه تصویربرداری از دیسک همراه (با قابلیت حمل و نقل)

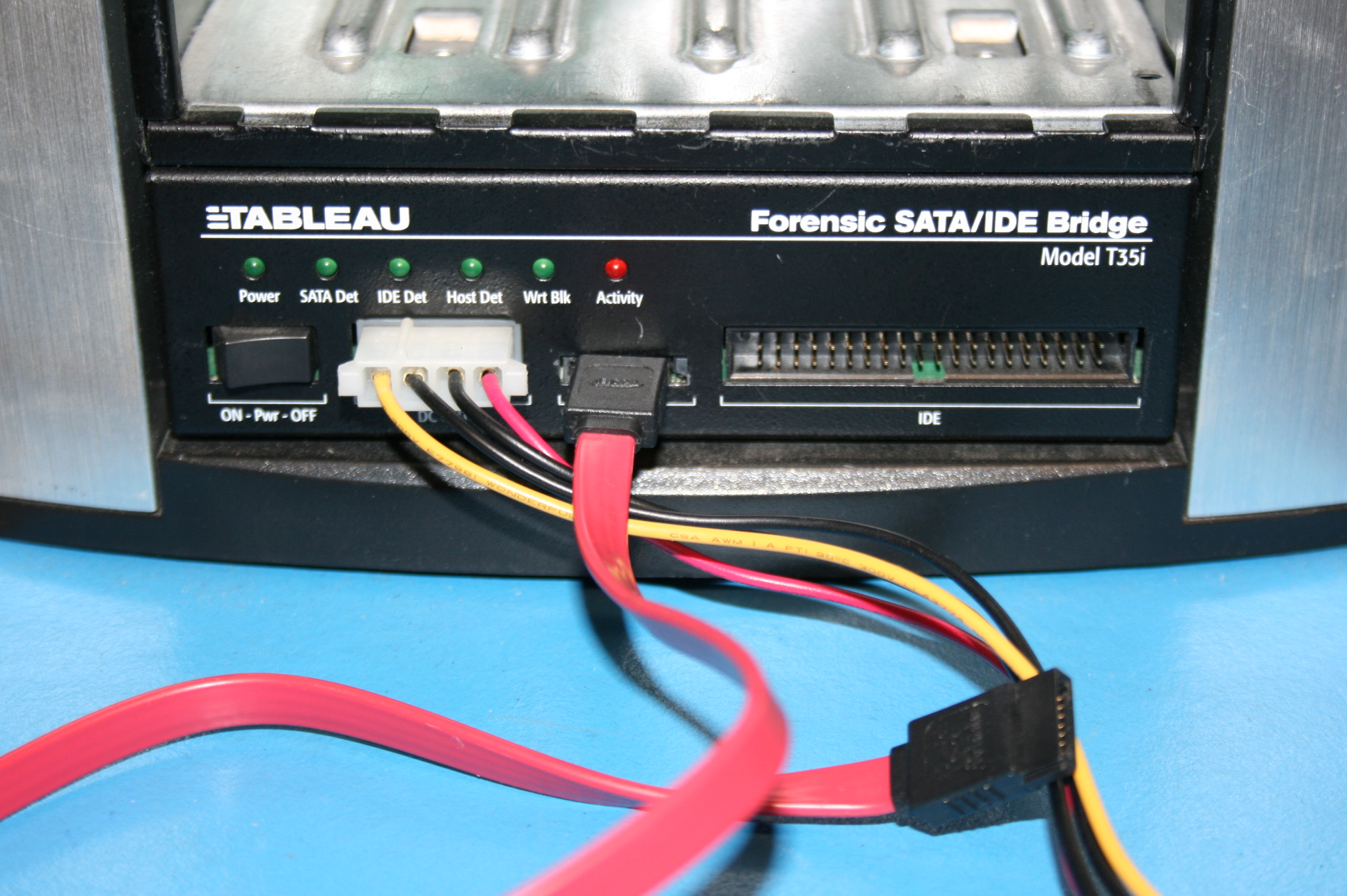
یک مسدود-کننده نوشتن با مارک Tableau